# 藤原景経
藤原 景経（ふじわら の かげつね、生年不詳 - 文治元年（1185年）?）は、平安時代末期の武将。平家譜第の家人である藤原景家の子。飛騨三郎左衛門。伊藤景経とも。
父の景家は平家の棟梁・平宗盛の乳母父であり、景経は乳母子として宗盛に仕えた。『平家物語』では壇ノ浦の戦いで入水しきれずにいた宗盛を庇って討ち死にしたとされるが、『吾妻鏡』で壇ノ浦で捕虜となった人物に景経の誤記と見られる「前左衛門尉藤原経景」の名があり、宗盛と共に鎌倉へ護送されたと見られる。その後の処分は不明。